# Comitato Rivoluzionario del Kuomintang
Il Comitato Rivoluzionario del Kuomintang cinese (中国国民党革命委员会S, Zhōngguó Guómíndǎng GémìngwěiyuánhuìP) è uno degli otto partiti politici minori non comunisti del Fronte Unito cinese.
Venne fondato nel 1948 dai membri dell'ala di sinistra che si separarono dal Kuomintang (KMT) durante la guerra civile cinese, specialmente gli oppositori della politica di Chiang Kai-shek. Il partito si dichiara come il degno erede del pensiero di Sun Yat-sen. Attualmente sono registrati 127.930 membri.
Rispetto agli altri partiti autorizzati nella Repubblica Popolare Cinese, il Comitato Rivoluzionario viene visto come secondo rispetto al PCC. Per tanto, il Comitato è il secondo partito ad occupare il maggior numero di seggi nella Conferenza politica consultiva del popolo cinese (30%). Possiede numerose proprietà, alcune appartenenti inizialmente dal Kuomintang, in tutta la terra cinese. Il Comitato rivoluzionario opera su numerose proprie istituzioni, come ad esempio le scuole di partito.

## Presidenti
1. Li Jishen (1948–1959)
2. He Xiangning (1960–1972)
3. Zhu Yunshan (1979–1981)
4. Wang Kunlun (1981–1985)
5. Qu Wu (1987–1988)
6. Zhu Xuefan (1988–1992)
7. Li Peiyao (1992–1996)
8. He Luli (1996–2007)
9. Zhou Tienong (2007–2012)
10. Wan Exiang (2012–in carica)

### Presidenti onorari
1. Song Qingling (1948–1949)
2. Qu Wu (1988–1992)
3. Zhu Xuefan (1992–1996)
4. Hou Jingru (1992–1994)
5. Sun Yueqi (1992–1995)

### Presidenti provinciali
- Han Youwen - a capo del ramo di Xinjiang[1][2]